# Microcorynus longitibialis
Microcorynus longitibialis là một loài bọ cánh cứng trong họ Attelabidae. Loài này được Pajni, Haq, Gandhi miêu tả khoa học năm 1987.